# 仁川 (宝塚市)
仁川（にがわ）は、兵庫県宝塚市南部にある地域。

## 地理
宝塚市の南部に位置しており、西側には六甲山(兵庫県立甲山森林公園)やゴルフ場あり、東側には市街地が広がっている。また東側には仁川駅があり、駅前には複数の商業施設が立ち並びなど、栄えている。元々良元村に属していたが、1954年に宝塚町と合併されたことにより、同年に宝塚市となった。西宮市にも仁川町はあるが同町とは違う。
河川
- 仁川
- 小仁川

大字
| 郵便番号    | 住所           |
| ----------- | -------------- |
| 〒 665-0065 | 仁川旭ガ丘     |
| 〒 665-0064 | 仁川うぐいす台 |
| 〒 665-0061 | 仁川北         |
| 〒 665-0068 | 仁川清風台     |
| 〒 665-0062 | 仁川高台       |
| 〒 665-0063 | 仁川高丸       |
| 〒 665-0074 | 仁川台         |
| 〒 665-0066 | 仁川団地       |
| 〒 665-0067 | 仁川月見ガ丘   |
| 〒 665-0075 | 仁川宮西町     |

## 人口と世帯数
令和6年現在の人口と世帯数は以下の通りである
|                      | 世帯数   | 人口   | 男性   | 女性   |
| -------------------- | -------- | ------ | ------ | ------ |
| 仁川旭ガ丘           | 273世帯  | 625人  | 293人  | 323人  |
| 仁川うぐいす台       | 133世帯  | 312人  | 149人  | 163人  |
| 仁川北1丁目〜3丁目   | 1523世帯 | 3124人 | 1431人 | 1693人 |
| 仁川清風台           | 26世帯   | 92人   | 46人   | 46人   |
| 仁川高台1丁目〜2丁目 | 681世帯  | 1571人 | 693人  | 878人  |
| 仁川高丸1丁目〜3丁目 | 725世帯  | 1712人 | 755人  | 937人  |
| 仁川台               | 509世帯  | 1186人 | 536人  | 650人  |
| 仁川団地             | 299世帯  | 473人  | 209人  | 264人  |
| 仁川月見ガ丘         | 652世帯  | 1393人 | 648人  | 745人  |
| 仁川宮西町           | 106世帯  | 211人  | 93人   | 118人  |

## 交通
鉄道
- 阪急電鉄仁川駅のみ

バス
- <91系統> 阪急仁川駅のみ[6]
- <35系統・36系統> 阪急仁川駅〜仁川口橋[7]
- 仁川・売布循環線 全停留所[8]

## 施設
- 宝塚市立会館仁川会館
- さらら仁川公益施設管理事務所

郵便局
- 宝塚鹿塩郵便局(仁川宮西町)

## 史跡
- 五ケ山古墳3号墳
- 五ケ山古墳4号墳
- 五ケ山古墳弥生遺跡

## 教育施設
高校　なし
中学校
- 宝塚市立宝塚第一中学校(仁川うぐいす台)

小学校
- 仁川小学校(仁川宮西町)

## その他
仁川ステークス
1957年の仁川ステークス競走から始まる阪神競馬場でダート2000mで行われているリステッド競走。優勝馬にはJBCクラシックや帝王賞優勝馬ワンダーアキュートや東京大賞典優勝馬アポロケンタッキーなどのダート重賞馬を多く輩出した。また芝時代には、第1回宝塚記念優勝馬ホマレーヒロや桜花賞優勝馬トキノキロクなどがいる。　　　　